# Luayeda Benumesad
Luayeda Benumesad (31 de diciembre de 1982) es una deportista argelina que compitió en atletismo adaptado. Ganó una medalla de plata en los Juegos Paralímpicos de Pekín 2008, en la prueba de lanzamiento de jabalina (clase F33/34/52/53).

## Palmarés internacional
| Juegos Paralímpicos | Juegos Paralímpicos | Juegos Paralímpicos | Juegos Paralímpicos   |
| Año                 | Lugar               | Medalla             | Prueba                |
| ------------------- | ------------------- | ------------------- | --------------------- |
| 2008                | Pekín (China)       | Medalla de plata    | Jabalina F33/34/52/53 |